# Песчаный Мар
Песчаный Мар —хутор в Новоузенском районе Саратовской области в составе сельского поселения Горькореченское муниципальное образование. 

## География
Находится на расстоянии примерно 49 километров по прямой на северо-восток от районного центра города Новоузенск.

## История
Официальная дата основания 1936 год.  

## Население
Постоянное население составило 191 человек (67% казахи) в 2002 году, 152 в 2010.